# Куликов Яків Павлович
Яків Павлович Куликов (24 вересня 1915, село Чеково, тепер Юр'їв-Польського району Владимирської області, Російська Федерація — 9 квітня 1995, місто Дніпропетровськ) — український радянський діяч, міністр чорної металургії УРСР. Герой Соціалістичної Праці (19.07.1958). Депутат Верховної Ради СРСР 7—10-го скликань. Депутат Верховної Ради УРСР 6-го скликання. Член ЦК КПУ в 1956—1960 р і 1966—1986 р.

## Біографія
Народився в селянській родині. У 1930 році закінчив сім класів середньої школи.
З 1930 року — учень слюсаря Широкорєчинського торфопідприємства на станції Монетній біля міста Свердловська РРФСР. Закінчив школу фабрично-заводського навчання в місті Свердловську, працював слюсарем торфопідприємства Верхнє-Ісетського району Свердловської області.
У 1933—1938 роках — студент Сибірського металургійного інституту у місті Сталінську РРФСР.
У 1938—1939 роках — диспетчер, газівник, начальник зміни доменного цеху Маріупольського заводу «Азовсталь» Сталінської області.
У 1939—1945 роках — у Червоній армії. Учасник німецько-радянської війни. Служив командиром бронетанкового взводу 12-ї окремої роти охорони штабу 14-ї армії Карельського фронту.
Член ВКП(б) з 1942 року.
У 1945—1952 роках — начальник зміни, начальник доменного цеху, у 1952—1954 роках — головний інженер Маріупольського (Ждановського) заводу «Азовсталь» імені Орджонікідзе Сталінської області.
У 1954—1956 роках — директор Ждановського металургійного заводу «Азовсталь» імені Орджонікідзе Сталінської області.
У червні 1956 — 31 травня 1957 року — начальник Головного управління металургійної промисловості та член колегії Міністерства чорної металургії Української РСР.
У червні 1957 — березні 1961 року — начальник Управління металургійної промисловості Ради народного господарства (раднаргоспу) Сталінського економічного адміністративного району.
У березні 1961 — жовтні 1965 року — заступник голови Української Ради народного господарства (Укрраднаргоспу).
23 жовтня 1965 — 25 листопада 1981 року — міністр чорної металургії Української РСР.
З 1981 року — на пенсії в місті Дніпропетровську. Похований на Запорізькому цвинтарі Дніпропетровська (Дніпра).

## Нагороди
- Герой Соціалістичної Праці (19.07.1958)
- два ордени Леніна (19.07.1958, 25.08.1971)
- орден Жовтневої Революції (23.09.1975)
- орден Трудового Червоного Прапора (17.01.1950)
- орден «Знак Пошани» (8.10.1965)
- орден Вітчизняної війни 2-го ст. (11.03.1985)
- орден Червоної Зірки (27.10.1944)
- медаль «За трудову відзнаку» (5.11.1954)
- Державна премія Української РСР
- медалі